# Solarturmkraftwerk Jülich
Mit dem Bau des Solarturmkraftwerks Jülich, ein solarthermisches Versuchskraftwerk, wurde im Februar 2008 begonnen. Geplant und gebaut wurde dieses Projekt gemeinsam mit dem Solar-Institut Jülich und dem Deutschen Zentrum für Luft- und Raumfahrt (DLR). Im September 2008 wurde das Kraftwerk testweise in Betrieb genommen.
Am 20. August 2009 wurde das solarthermische Versuchs- und Demonstrationskraftwerk Jülich offiziell den künftigen Betreibern, den Stadtwerken Jülich, übergeben. Am 29. Juni 2011 hat das DLR den Solarturm für 7,5 Mio. Euro von den Stadtwerken Jülich gekauft.
Damit wird das Kraftwerk zukünftig intensiver anwendungsnah zu Forschungszwecken genutzt werden.
Auf einer Fläche von ungefähr acht Hektar verfügt das Kraftwerk über 2153 zweiachsige, der Sonne nachgeführte Spiegel (Heliostate), die sich so ausrichten, dass das Sonnenlicht zum oberen Ende des 60 Meter hohen Turms hin reflektiert wird, wo sich der Empfänger befindet. Der 22 m² große Receiver aus porösen keramischen Elementen erwärmt die ihn durchströmende Luft auf bis zu 700 °C. Die Strahlung der Sonne wird dabei bis zu 1000-fach konzentriert. Die  Wärme kann beispielsweise zur Erzeugung von Wasserdampf, mit dem über eine Turbine Strom produziert wird, genutzt werden. So können rund 400 private Haushalte mit Strom versorgt werden.
Alternativ könnte auch solarer Wasserstoff erzeugt werden.
Da das Kraftwerk als Pilotanlage für Kraftwerke in Südeuropa und Nordafrika fungiert, hat es auch überregionale Bedeutung. In Algerien wird zurzeit eine nahezu baugleiche Anlage geplant.
Seit Planungsbeginn gibt es Kritik an der Standortwahl in Deutschland statt in einem sonnenreicheren, südlicheren Land – den späteren Aufstellungsregionen für kommerzielle Projekte. Unter anderem titelte der Solarenergie-Förderverein Deutschland e.V. (SFV) als Befürworter der Solarstromerzeugung mit „Verschwendung von Mitteln!“.